# John Osborne
John James Osborne, född 12 december 1929 i Fulham i London, död 24 december 1994 i Clun, Shropshire, var en brittisk författare, främst verksam som dramatiker och manusförfattare.

## Biografi
John Osbornes far ägde en bar och hans mor arbetade som barflicka. Han blev en legend redan på 1950-talet, då han 26 år gammal gjorde sensationell debut med pjäsen Se dig om i vrede. Pjäsen hade premiär på Royal Court-teatern i London den 8 maj 1956, gavs som TV-föreställning sex månader senare och filmatiserades 1959.
Osborne blev en budbärare för "de arga unga männen", den besvikna efterkrigsgenerationen, i brittisk litteratur. Hans speciella hatobjekt var den engelska pressen, tidningsägare, aristokrater och den populära smaken. Han var också en av de ledande bakom Woodfall-bolaget som stod bakom den så kallade diskbänksrealismen inom engelsk film på 1960-talet.
Bland hans teaterproduktioner kan nämnas The entertainer (1957), A Scandal of Subject and Concern (1960), Tom Jones! (även filmmanus 1963, för vilket han erhöll en Oscar för bästa manus), The Right Prospectus (1970), Dorian Grays porträtt (1976) och Very Like a Whale (1980).
Han var gift fem gånger, bl.a. med skådespelerskan Mary Ure 1957–1963.
Osborne avled i en hjärtattack på julafton 1994.

## På svenska
- Glädjespridaren (otryckt översättning av Jan Olof Olsson för Vasateatern 1957) (The entertainer)
- Se dig om i vrede: pjäs i tre akter (översättning Göran O. Eriksson, Bonnier, 1958) (Look back in anger)
- Vittne mot sig själv (otryckt översättning av Carl-Olof Lång för Helsingborgs stadsteater 1965) (Inadmissable evidence)